# Kvällsmjölkning
Kvällsmjölkning (finska: iltalypsy) är en politisk term i Finland som betecknar utkrävandet av tidigare icke nämnda eller överenskomna fördelar under slutskedet av förhandlingar. 
En sådan politik uppges ha bedrivits särskilt av Agrarförbundet/Centerpartiet under den så kallade K-linjens dagar. Detta bidrog till man av de övriga partierna kom att uppfattas som ett arrogant och opålitligt parti.